# Бутилиера д'Асти
Бутилиѐра д'А̀сти (на италиански: Buttigliera d'Asti; на пиемонтски: Butijeta, Бутийета) е малко градче и община в Северна Италия, провинция Асти, регион Пиемонт. Разположено е на 299 m надморска височина. Населението на общината е 2512 души (към 2010 г.).